# Салтанов, Геннадий Александрович
Геннадий Александрович Салтанов (род. 27 мая 1939) — советский изобретатель, доктор технических наук (1977), профессор (1981), лауреат ряда премий, почетный работник топливно-энергетического комплекса.
Автор более чем 250 научных публикаций, включая авторские свидетельства на изобретения, десять книг и учебных пособий.

## Биография
Геннадий Салтанов родился 27 мая 1939 года в Москве. Отец — архитектор Салтанов Александр Петрович, мать — педагог Долгова Полина Никифоровна. Предки по отцовской линии — донские казаки; предки по линии матери — крестьяне Тамбовской губернии.
В годы войны Геннадий с матерью эвакуировались в Ярославль. В их доме на Волге разместились эвакуированные блокадники-ленинградцы — семья известного советского геолога Ларисы Попугаевой.
Окончив школу с золотой медалью, Геннадий Салтанов в 1956 году поступает в Московский энергетический институт и в 1962 году его оканчивает как инженер-теплофизик.
Дальше перед ним встал выбор: театр или наука. Геннадий — один из главных актёров театра-студии МЭИ, которой руководил известный режиссёр Семен Туманов. В итоге наука «перевесила», он поступил в аспирантуру МЭИ (1962—1965). Одновременно работал в Академии им. Жуковского на должности старшего инженера на кафедре аэродинамики.
В 1966 году защитил кандидатскую диссертацию, а в 1977 — докторскую диссертацию (д.т.н.) по теме «Неравновесные и нестационарные процессы в газодинамике», 1981 — профессор.
Геннадий Салтанов — разработчик теории газодинамических лазеров с энергетической накачкой. Создатель технологий защиты энергетического оборудования от эрозионно-коррозионного износа с применением поверхностно-активных веществ. В 1989 году с их использованием была законсервирована Армянская АЭС.
В 1986—1987 годах Геннадий Александрович Салтанов — участник ликвидации аварии на Чернобыльской АЭС. В это же время — один из основателей и впоследствии (1986—1998 гг.) заместитель генерального директора (Филиппова Г. А.) по науке и экономике Всесоюзного (Всероссийского) института атомного энергетического машиностроения ВНИИАМ.
С 1998 года — один из инициаторов возрождения и Первый проректор Всероссийского института повышения квалификации энергетиков (ВИПКэнерго), заведующий кафедрой «Управление инновационной и инвестиционной деятельностью в энергетике». Советник Ректора ИПКгосслужбы по научной работе. Руководитель рабочей группы Комитета по образованию и науке Совета Федерации РФ, заместитель руководителя рабочей группы по развитию персонала энергетики в Электроэнергетическом Совете СНГ.
Научный руководитель работ по развитию инновационной деятельности в энергетике (РАО «ЕЭС России», Минэнерго России) — разработке концепции инновационной политики в ТЭК, механизмов государственно-частного партнёрства при реализации проектов практического энергосбережения, системного проекта создания Ситуационно-аналитического центра Минэнерго России.
Заместитель председателя экспертного совета по энергосбережению и повышению энергетической эффективности Минобрнауки РФ.

## Семья
- Жена — Салтанова Алла Ароновна
- Сын — Салтанов Максим Геннадьевич
- Сын — Салтанов Артём Геннадьевич

## Научная деятельность
- Газодинамика двухфазных сред (1965—1982)
- Тепло и массообмен в присутствие поверхностно-активных веществ (1982—1991)
- Инновационная и инвестиционная деятельность в энергетике, бизнес-планирование (1995-н.в)

## Основные публикации
- Г. А. Салтанов.. Сверзвуковые двухфазные течения. Высшая школа, Минск, 1972. Ссылка на файл
- Г. А. Салтанов. Неравновесные и нестационарные процессы в газодинамике — М.: Наука, 1979. Ссылка на файл
- Филиппов Г. А. Салтанов Г. А. Кукушкин Г. А. Гидродинамика и тепломассобмен в присутствии поверхностно-активных веществ М.: Энергоатомиздат, 1988. Ссылка на файл
- Инновационный менеджмент в электроэнергетике / Под ред. В. П. Воронина, А. П. Ливинского, Г. А. Салтанова.- М.: РАО «ЕЭС России», ВИПКэнерго, 2003. Ссылка на файл
- Г. А. Салтанов. Быть успешным в России при любых формах правления. Практическое пособие — Москва, 2019. Ссылка на файл
- Г. А. Салтанов. ZUSAMMEN -ВМЕСТЕ, Москва,2020. Ссылка на файл
- Салтанов Г. А.. Газотермодинамика новой России. Москва: ИФ «УНИСЕРВ», 2021. — 104 с. Ссылка на файл
- Салтанов Г. А. Риск-менеджмент в эпоху бифуркаций. Москва ИФ «УНИСЕРВ», 2022. — 104 с. Ссылка на файл
- Г. А. Салтанов. АЛЬМА-МАТЕР. Сквозь призму времени. Москва 2023, Ссылка на файл
- Г.А.Салтанов. 1954.ПОКОЛЕНИЕ "ОТКРЫТИЕ". Москва 2023. Ссылка на файл
- Г.А.Салтанов. Семь дней в ноябре. 1989. Год предтечи. Документальная хроника. Москва 2024. Ссылка на файл
- Г.А.Салтанов. Война и Мiр газотермодинамики. Москва 2025. Ссылка на файл

## Награды и звания[1]
- Государственная премия СССР (1981) Диплом № 10385 от 30.10.1981;
- Премия Совета Министров СССР (1991) Постановление СМ СССР от 18.06.1991 № 09733
- Почетный работник топливно-энергетического комплекса (Приказ Министра топлива и энергетики РФ от 12.04.1999 № 60п)